# 喬布扎河
喬布扎河是俄羅斯的河流，屬於科斯特羅馬河的左支流，由科斯特羅馬州負責管轄，河道全長140公里，流域面積1,160平方公里，河水主要來自融雪，每年十一月至翌年四月結冰。